# Iphionides glabra
Iphionides glabra är en ringmaskart som beskrevs av Hartmann-Schröder 1977. Iphionides glabra ingår i släktet Iphionides och familjen Polynoidae. Inga underarter finns listade i Catalogue of Life.